# Международная пилорама
«Междунаро́дная пилора́ма» — российская сатирическая телепередача, которая выходит с 3 сентября 2016 года на телеканале НТВ. Название — аллюзия на телепередачу «Международная панорама».
Ведущим является Тигран Кеосаян, который вернулся на телевидение спустя 4 года после закрытия ток-шоу «Хватит молчать!» на «РЕН ТВ».

## История
Передача появилась на НТВ в телесезоне 2016/2017 годов, став одним из первых проектов телеканала, запущенных под началом генерального директора Алексея Земского и генерального продюсера Тимура Вайнштейна. Прежде, в течение 2015 года, студия Кеосаяна «Голд Вижн» производила для телеканала НТВ утреннее шоу «Кофе с молоком» и авторскую программу Елены Милинчич «Пропаганда».
Ведущий программы комментирует прошедшие за неделю события в иронически-язвительной манере. Помимо хроники политических событий, в передачу включены скетчи в формате «телемостов», где ведущий общается с политиками в исполнении актёров.
На передачу в качестве гостей приглашались известные люди (Мария Захарова, Цви Хейфец, Светлана Журова, Александр Проханов, Майкл Бом, Александр Добровинский, Александр Розенбаум, Дмитрий Песков, Юрий Стоянов, Эвелина Блёданс, Михаил Швыдкой, Михаил Галустян, Гарик Харламов, Леонид Агутин и многие другие). С началом пандемии коронавируса в России эта практика была прекращена, также из программы было исключено присутствие зрителей.
Также в передаче присутствуют специальные рубрики: «Случайный корреспондент Ирада Змейналова» (аллюзия на Ираду Зейналову), «Международный обозреватель Сергей Крембрюлёв» (аллюзия на Сергея Брилёва), «Настучали», «Здравствуй, песец», «Красавелло Недели», «Поэт Петрушка» (дважды, 3 января 2017 и 13 июля 2018 года, выходила как отдельная программа) и другие.
В интервью радиостанции «Эхо Москвы» в 2018 году Тигран Кеосаян заявлял, что воспринимает ведение им «Международной пилорамы» как хобби, сравнивая данную деятельность с форматом телеканала Comedy Central и передачами Джона Стюарта.
Выпуск 31 марта 2018 года был отменён в связи с общенациональным трауром по погибшим в пожаре в ТРЦ «Зимняя вишня» в Кемерове. Вместо выпуска в эфир вышло короткое 5-минутное обращение Кеосаяна в студии с отключённым освещением (кроме стола, двух экранов и единственного софита над столом), в котором он рассказал о наиболее трагичных и героичных эпизодах во время пожара, сопровождая это сокрушительным монологом про то, что причиной пожара стала обычная безалаберность, гневно повышая голос в отдельные моменты. В конце выпуска он заявил, что выпуска программы не будет, и ушёл из студии.
26 февраля 2022 года, через 2 дня после вторжения России на Украину, вышел выпуск продолжительностью 7 минут. Он не включал в себя скетчи или видеоролики: в нём Кеосаян обращался к зрителям, объясняя, почему необходимо вторжение на Украину, и критикуя его противников. После этого программа не выходила в эфир, вновь начав трансляцию 19 марта. В промежуток, когда «Пилорама» не выпускалась, её ведущий выступал на других телеканалах, а также обозревал ситуацию с Украиной на своём YouTube-канале.
23 марта 2024 года выпуск был отменён в связи с террористическим актом в «Крокус Сити Холл». Вместо него был показан «Секрет на миллион» с Романом Костомаровым.
С декабря 2024 года выход программы приостановлен в связи с болезнью ведущего Тиграна Кеосаяна.

## Финансовая сторона
10 марта 2020 года Алексей Навальный опубликовал на своём YouTube-канале расследование «Паразиты». В нём говорится, что на один выпуск студия «Голд Вижн» от телеканала НТВ получает для бюджета 3,4 млн рублей, но тратит лишь 370 тыс. рублей. Также сообщается, что государственная авиакомпания «Аэрофлот» заключает контракты на рекламу в программе «Международная пилорама», потратив за четыре года уже более миллиарда рублей.
Главный редактор RT и супруга Кеосаяна Маргарита Симоньян прокомментировала публикацию Навального, заявив, что является не только художественным руководителем «Международной пилорамы», о чем «не раз заявляла публично», но и «основным автором сценария этого могучего телепродукта». «Про смету программы сказать ничего не могу, мне платят мой гонорар, и я им довольна», — отметила Симоньян, подчеркнув, что это честный доход, с которого платятся налоги.

## Резонансные эпизоды
С момента своего появления в эфире передача вызывала критику со стороны колумнистов печатных изданий: журналиста Владимира Кара-Мурзы (ст.), телевизионных обозревателей Ирины Петровской и Александра Мельмана. 
Обозреватель Ольга Сабурова назвала «Международную пилораму» «верхом подобострастия и пошлости»: «Как думает – так и говорит: развязно, похабно и без тени стеснения. Он и не подозревает, какое чувство брезгливости испытывают, глядя на него, зрители». После антикоррупционного расследования Алексея Навального внимание на «Международную пилораму» обратили и другие СМИ. В 2021 году Общественная коллегия по жалобам на прессу назвала передачу «наносящей ущерб репутации государства» и содержащей «язык вражды» и «шутки низкого регистра».

### Запрет на показ в Белоруссии
В ноябре 2016 года (выпуск от 19 или 26 ноября) Тигран Кеосаян высмеял реэкспорт Лукашенко в Россию санкционных товаров, из-за которого россияне «едят яблок в пять раз больше, чем их производят в Беларуси», рассказал «o белорусских гастарбайтерах, бегущих от нищеты и безработицы на родине, „выборах“, переписывании Конституции, целовании и необычной вертлявости диктатора, из-за которой он оказывается в „неудобных позах“ то перед Россией, то перед Западом».
Только он что заявит, сразу белорусское молоко в России признают испорченным и запрещают. На этой неделе он сделал это снова.
Вы меня извините, сограждане, но не до хрена ли мы с вами жрём яблок? С другой стороны, куда Беларуси деваться, кроме как завалить нас яблоками? У них же всего две успешные бизнес-модели: картошка и пост президента. Впрочем, недавно появилась и третья: британские учёные сообщают, что в этом году самым прибыльным бизнесом стало изготовление наклеек «Сделано в Беларуси».

После этого выпуска программу запретили показывать на НТВ-Беларусь, однако шутки в адрес Лукашенко не прекратились. Часть выпуска от 13 мая 2017 года была посвящена гуманитарной помощи жителям Украины от Белоруссии. В дальнейшем шутки про президента Белоруссии присутствовали практически в каждом выпуске программы.
Увидев украинское Евровидение, Беларусь так разжалобилась, что отправила в/на Украину туалетную бумагу. Давайте, во-первых, поздравим Беларусь: страна наконец-то нашла кого-то беднее себя. Как говорится, чем богаты, тем и подтирайтесь. 8 тысяч рулонов туалетной бумаги! Даже белорусы поняли, что в/на Украине жопа. Но пока не поняли, что 8 тысяч рулонов для украинской жопы явно недостаточно… Тушёнка, масло, макароны и туалетная бумага: решили обеспечить весь пищеварительный процесс под ключ. Судя по набору, в/на Украине решили провести фестиваль макарон по-флотски, и организаторы чуют, что пройдет он не очень хорошо. Я даже не знаю, что вкуснее: белорусские макароны или белорусская туалетная бумага. Обидно только, что батька зажилил хохлам знаменитые белорусские ананасы. Дорогие украинцы, не забывайте: Лукашенко — пожилой человек. Банки потом верните!
5 сентября 2020 года в конце субботнего выпуска передачи состоялся диалог ведущего с актрисой, играющей протестующую девушку из Белоруссии:

— Чего вам не хватает?
— Денег.
— А кем вы работаете?
— А я не работаю.
— Так что вас не устраивает?
— Честно? Сиськи маленькие.

10 сентября 2020 года этот отрывок стал вирусным в социальной сети «Twitter». Пользователи отметили, что Симоньян и Кеосаян добиваются того, чтобы белорусы возненавидели русских. В тот же день, увидев негативную реакцию, актриса Екатерина Шмакова, игравшая протестующую девушку, записала публичное извинение перед жителями Республики Беларусь и выложила его на своей странице в «Facebook».

### Скетч про Барака Обаму
В выпуске от 28 ноября 2020 года Тигран Кеосаян вёл диалог с актрисой, которая играла Барака Обаму. В ходе сценки она исполняла припев из песни Пьера Нарцисса «Шоколадный заяц» и читала рэп. В скетче Кеосаян также затронул тему недавно вышедших мемуаров Обамы «Земля обетованная» и спросил: «Вы считаете эту книгу своим достижением? Потому что никто из ваших родственников не писал книги?», на что актриса в образе политика ответила: «Потому что до меня никто из моих родственников вообще не умел писать».
Этот отрывок вызвал негативную реакцию. Передачу обвиняли в расизме. Британские и американские СМИ были возмущены таким скетчем. «Блэкфейс — это часть наследия рабства и расизма в США, пережиток старых шоу, в которых белые американцы красили лицо чёрным, чтобы высмеивать темнокожих», — написали в газете The Washington Post.
Маргарита Симоньян, жена ведущего, в своём Telegram-канале ответила так: «Как человек, являющийся частью этнического меньшинства в России, Тигран регулярно в эфире шутит над своим большим „этническим“ носом и своей (и моей) принадлежностью к „чёрным“. Неспособность „Таймс“ понять нюансы разнообразных этнических особенностей в разных странах и попытки перенести родовые травмы англосаксонского мира на мир, в котором подобных несправедливостей никогда не было, являются нагляднейшими признаками многовекового расистского империализма».
Пьер Нарцисс раскритиковал программу за то, что в ней использовали его песню для такого скетча, и заявил, что это «низкий способ хайповать».